# Rosochate Kościelne (gromada)
Rosochate Kościelne – dawna gromada, czyli najmniejsza jednostka podziału terytorialnego Polskiej Rzeczypospolitej Ludowej w latach 1954–1972.
Gromady, z gromadzkimi radami narodowymi (GRN) jako organami władzy najniższego stopnia na wsi, funkcjonowały od reformy reorganizującej administrację wiejską przeprowadzonej jesienią 1954 do momentu ich zniesienia z dniem 1 stycznia 1973, tym samym wypierając organizację gminną w latach 1954–1972.
Gromadę Rosochate Kościelne z siedzibą GRN w Rosochatem Kościelnem utworzono – jako jedną z 8759 gromad – w powiecie wysokomazowieckim w woj. białostockim, na mocy uchwały nr 24/V WRN w Białymstoku z dnia 4 października 1954. W skład jednostki weszły obszary dotychczasowych gromad Rosochate Kościelne, Rosochate Nartołty, Zaręby Skórki, Zaręby Święchy, Zaręby Góry Leśne, Zalesie Stefanowo i Zalesie Stare ze zniesionej gminy Czyżew w tymże powiecie. Dla gromady ustalono 10 członków gromadzkiej rady narodowej.
31 grudnia 1959 do gromady Rosochate Kościelne przyłączono wsie Święck-Strumiany, Kaczyn Stary, Kaczyn-Herbasy, Wólka Goła (Wólka Mała) i Wólka Kosmata (Wólka Duża) oraz przyległy do wsi Święck-Strumiany obszar lasów państwowych N-ctwa Pietkowo o powierzchni 12,60 ha ze zniesionej gromady Święck-Strumiany oraz wsie Krzeczkowo-Gromadzyń i Krzeczkowo Mianowskie ze zniesionej gromady Krzeczkowo-Gromadzyń.
Gromada przetrwała do końca 1972 roku, czyli do kolejnej reformy gminnej.